# Copa Estímulo 1920
La Copa Estímulo 1920 fue la primera edición de esta copa nacional que fue organizada por la Asociación Argentina de Football y disputada entre agosto y septiembre del mismo año.
El campeón de la competición fue Huracán.

## Equipos participantes
| Equipo                  | Ciudad       |
| ----------------------- | ------------ |
| Banfield                | Banfield     |
| Boca Juniors            | Buenos Aires |
| Del Plata               | Buenos Aires |
| Estudiantes de La Plata | La Plata     |
| Huracán                 | Buenos Aires |
| Nueva Chicago           | Buenos Aires |
| Palermo                 | Buenos Aires |
| Porteño                 | Buenos Aires |
| Sportivo Barracas       | Buenos Aires |
| Sportivo del Norte      | Buenos Aires |
| Sportivo Palermo        | Buenos Aires |

## Zona Norte
| Pos. | Equipo             | Pts. | PJ | PG | PE | PP | GF | GC | Dif. |
| ---- | ------------------ | ---- | -- | -- | -- | -- | -- | -- | ---- |
| 01.º | Huracán            | 8    | 5  | 3  | 2  | 0  | 6  | 2  | 4    |
| 02.º | Palermo            | 5    | 5  | 2  | 1  | 2  | 5  | 3  | 2    |
| 03.º | Nueva Chicago      | 4    | 4  | 2  | 0  | 2  | 3  | 4  | −1   |
| 04.º | Sportivo del Norte | 4    | 5  | 0  | 4  | 1  | 1  | 2  | −1   |
| 05.º | Porteño            | 4    | 5  | 1  | 2  | 2  | 4  | 6  | −2   |
| 06.º | Sportivo Palermo   | 3    | 4  | 1  | 1  | 2  | 1  | 3  | −2   |

|  | El equipo que ocupe esta posición disputará la final. |

## Zona Sur
| Pos. | Equipo                  | Pts. | PJ | PG | PE | PP | GF | GC | Dif. |
| ---- | ----------------------- | ---- | -- | -- | -- | -- | -- | -- | ---- |
| 01.º | Banfield                | 9    | 5  | 4  | 1  | 0  | 6  | 1  | 5    |
| 02.º | Boca Juniors            | 4    | 5  | 1  | 2  | 2  | 4  | 5  | −1   |
| 03.º | Del Plata               | 3    | 3  | 0  | 3  | 0  | 6  | 6  | 0    |
| 04.º | Estudiantes de La Plata | 2    | 3  | 0  | 2  | 1  | 5  | 6  | −1   |
| 05.º | Barracas                | 2    | 4  | 0  | 2  | 2  | 1  | 4  | −3   |

|  | El equipo que ocupe esta posición disputará la final. |

## Final
No hubo una final ya que Banfield se desafilió en aquel año. Huracán al quedar puntero de la zona A, automáticamente se convirtió en campeón.